# سیارک ۲۸۶۷

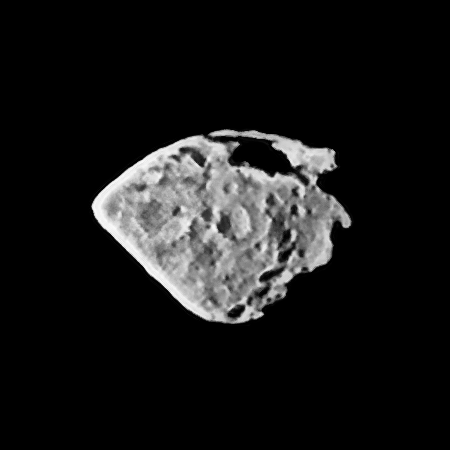
نمایی از سیارک ۲۸۶۷ در منظومهٔ خورشیدی – ۲۰۰۸

سیارک ۲۸۶۷ (به انگلیسی: 2867 Steins، نامگذاری:1969VC) دو هزار و هشتصد و شصت و هفتمین سیارک کشف شده‌است که در ۴ نوامبر ۱۹۶۹ کشف شد.
قدر مطلق سیارک برابر ۱۲٫۹۰ است.